# Stenocereus fimbriatus
Stenocereus fimbriatus  es una especie de planta fanerógama de la familia Cactaceae. Es endémica de las Antillas donde se distribuye por Jamaica, Cuba, Haití, la República Dominicana, Puerto Rico e islas de Venezuela en el Caribe.

## Descripción
Stenocereus fimbriatus tiene forma creciente de candelabro ramificado en forma de árbol con numerosos brotes y alcanza un tamaño 8-12 metros de altura. Tiene posición vertical con la difusión de unos pocos brotes con un diámetro de hasta 30 centímetros.Tiene de nueve a doce costillas separadas abruptamente unos de otras por aletas que miden hasta 1.5 cm de alto. La mayoría de los tres grises espinas centrales tienen una punta más oscura y son de hasta 4 cm de largo. Una de ellas es más largo que las otras. La mayoría de los diez espinas radiales son de color grisáceo. Las flores se abren por la noche y son 7-9 cm de largo, es verdosa por fuera a algo púrpura y blanco en el interior. Los frutos son rojos esféricos y alcanzan un diámetro de hasta 5 centímetros, con espinas que aparecen en la madurez. La carne es de color rojo.

## Taxonomía
Stenocereus fimbriatus fue descrita por (Lam.) Lourteig y publicado en Bradea, Boletim do Herbarium Bradeanum 5(44): 408. 1991.
Etimología
Stenocereus: nombre genérico que deriva de las palabras griegas:
"στενός" (stenos) para "apretado, estrecho" y se refiere a las costillas relativamente estrechos de las plantas y cereus para "cirio, vela".
fimbriatus: epíteto latíno que significa "fimbriado" (con cilios).
Sinonimia
- Harrisia fimbriata (Lam.) F.M. Knuth[3]